# 롤빵
롤빵(roll+pão)은 작고 둥근 빵의 하나이다. 부식으로 제공되며, 버터와 함께 먹기도 한다. 통째로 내거나 반으로 갈라 내며, 안에 소를 채워 샌드위치 등을 만드는 데도 쓰인다. 한국에서 모닝빵이라는 이름으로 알려진 빵도 롤빵의 한 종류이다.

## 종류
전 세계에 여러 종류의 롤빵이 있다. 롤빵은 유럽에서 흔한 빵이며, 특히 독일, 이탈리아 그리고 오스트리아에서 유명하다. 이탈리아에서는 이 빵을 "파니노" 또는 "파니니"라고 부른다. 오스트레일리아와 뉴질랜드에서도 이 빵을 쉽게 볼 수 있다. 이외에도 이 빵은 캐나다와 브라질 등 많은 곳에서 쉽게 찾을 수 있는 빵이다. 독일과 오스트리아에서는 많은 종류의 롤빵이 있으며, 밀가루로 만드는 "화이트 롤"부터 호밀 가루를 포함하고 있는 "다크 롤"까지 다양하다. 깟씨, 쿠민, 견과, 참깨, 해바라기 씨, 양귀비 씨 등 여러 종류의 향신료가 롤빵에 들어간다.
| 이름          | 사진 | 지역                 | 설명 |
| ------------- | ---- | -------------------- | --- |
| 갈릭 놋       |      | 미국                 | |
| 달라마네크    |      | 체코                 | |
| 룡게트        |      | 스페인               | |
| 마라케타      |      | 볼리비아, 칠레, 페루 | |
| 모닝빵        |      | 미국                 | 한국에서 "모닝빵"이라 알려진 롤빵은 영어권에서는 "디너 롤(dinner roll)"이나 "스위트 롤(sweet roll)", 또는 "스위트 디너 롤(sweet dinner roll)"로 불린다. |
| 미케타        |      | 이탈리아             | |
| 밤 케이크     |      | 영국                 | |
| 버터리        |      | 스코틀랜드           | |
| 벌키 롤       |      | 영국                 | |
| 볼레          |      | 노르웨이             | |
| 볼류 프레냐우 |      | 스페인               | |
| 볼리요        |      | 멕시코               | |
| 브뢰트헨      |      | 독일                 | |
| 블라          |      | 아일랜드             | |
| 세미타        |      | 멕시코               | |
| 슈리페        |      | 독일                 | |
| 스토티 케이크 |      | 영국                 | |
| 쥐자이바우    |      | 홍콩, 마카오         | |
| 카이저제멜    |      | 오스트리아           | |
| 클로버리프 롤 |      | 미국                 | |
| 파푸세쿠      |      | 포르투갈             | |
| 판데살        |      | 필리핀               | |
| 팡 프란세스   |      | 브라질               | |
| 피스톨레      |      | 벨기에               | |
| 호기 롤       |      | 미국                 | |
| 호우스카      |      | 체코                 | |

## 만들기

롤빵 만들기
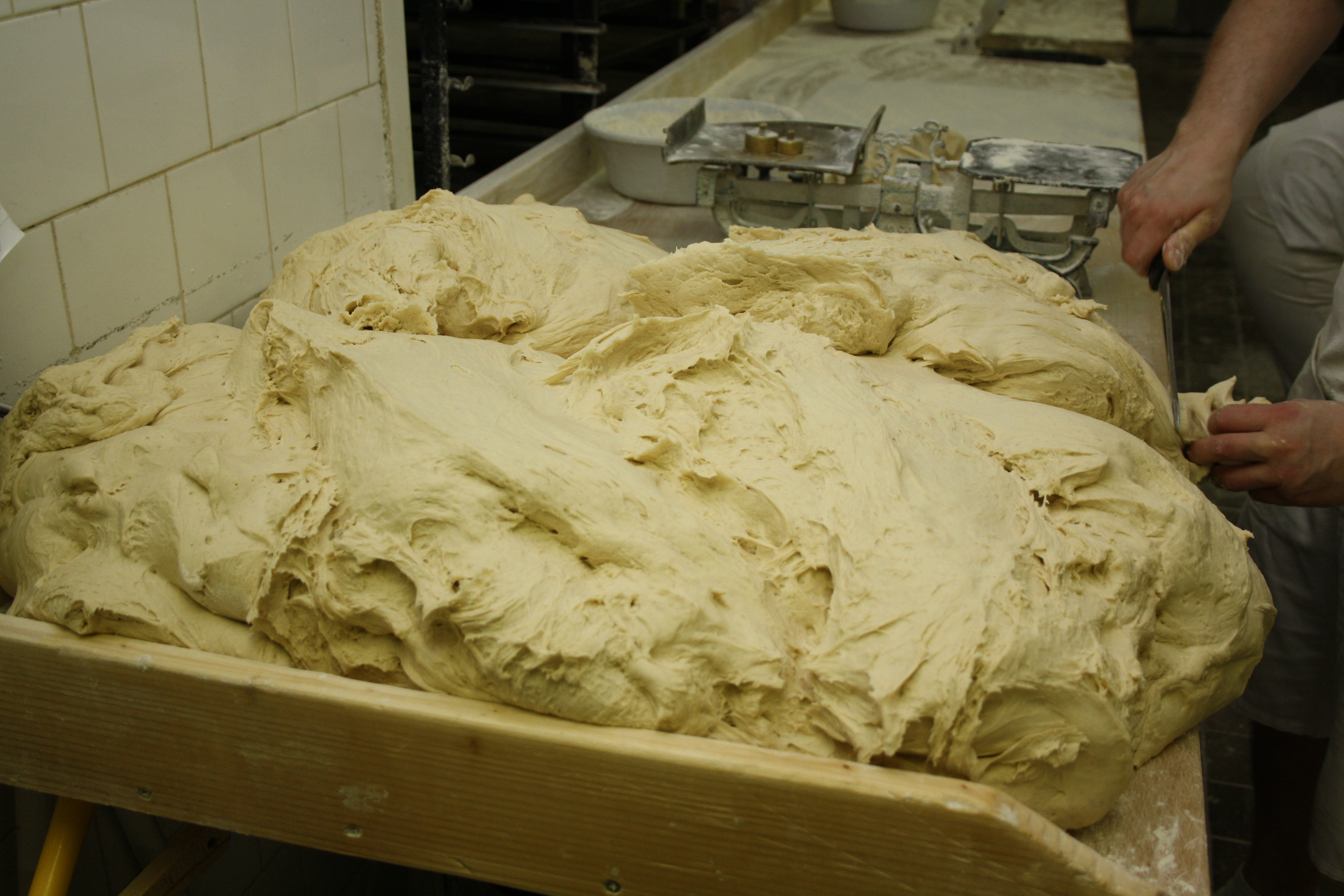
1/9
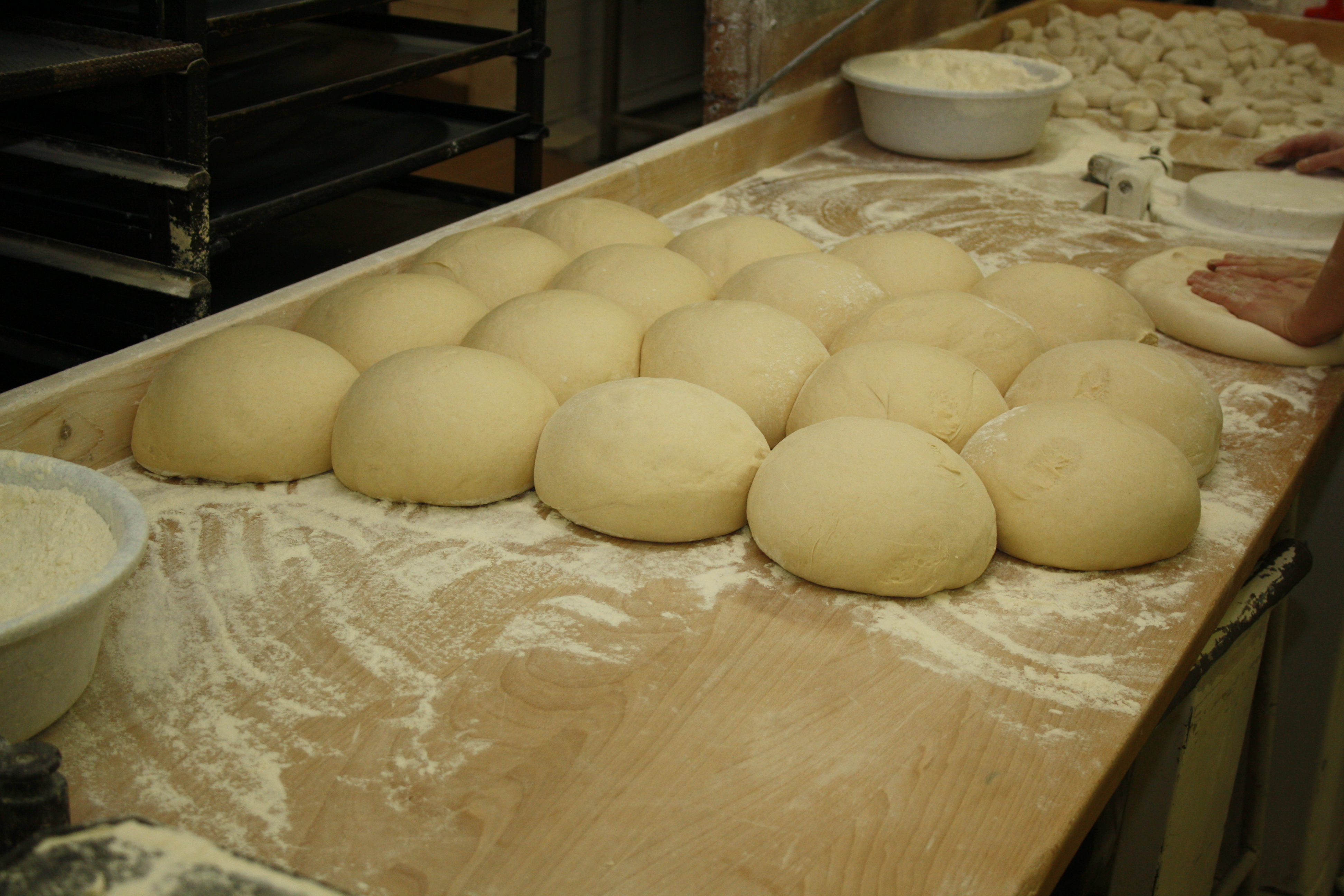
2/9
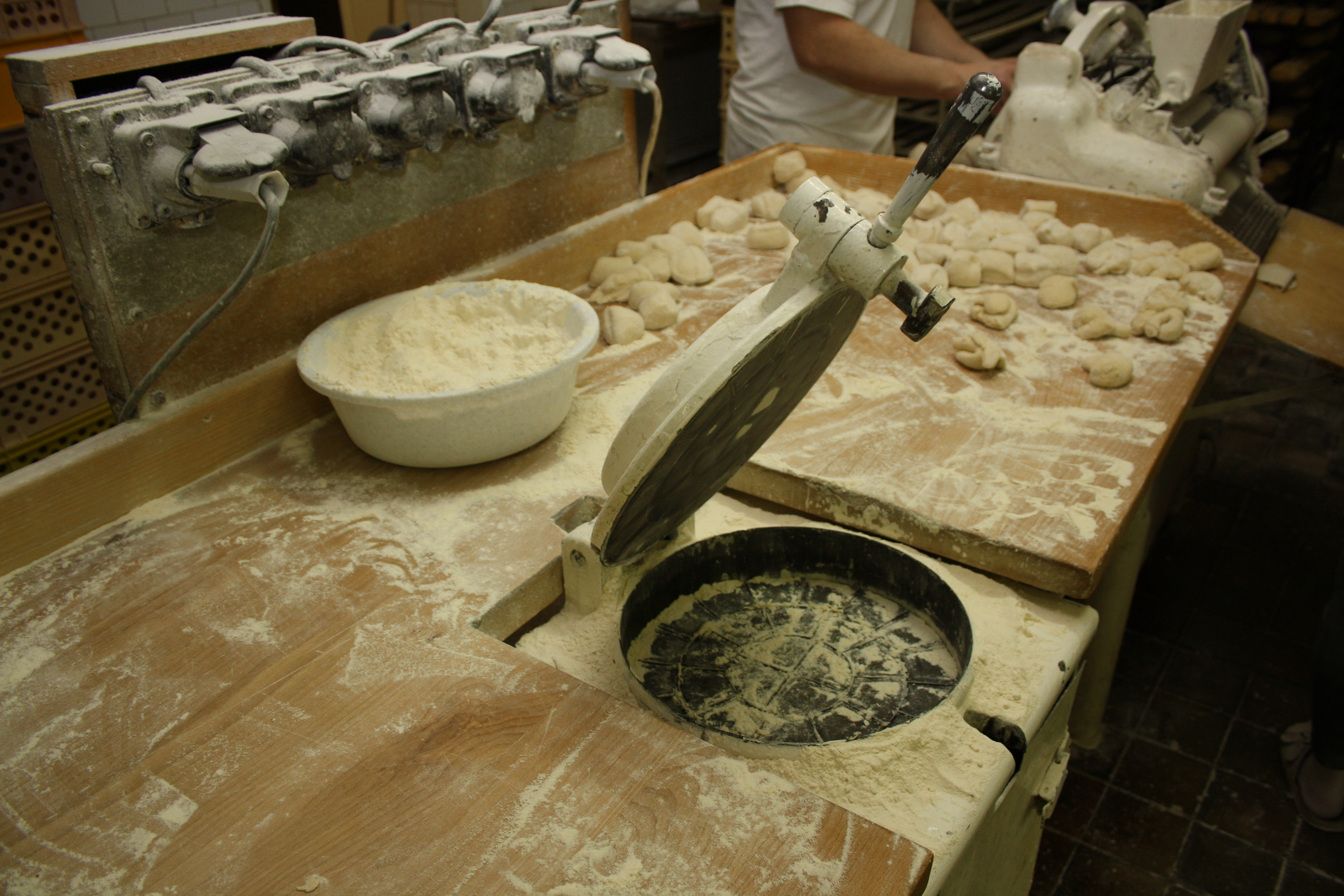
3/9
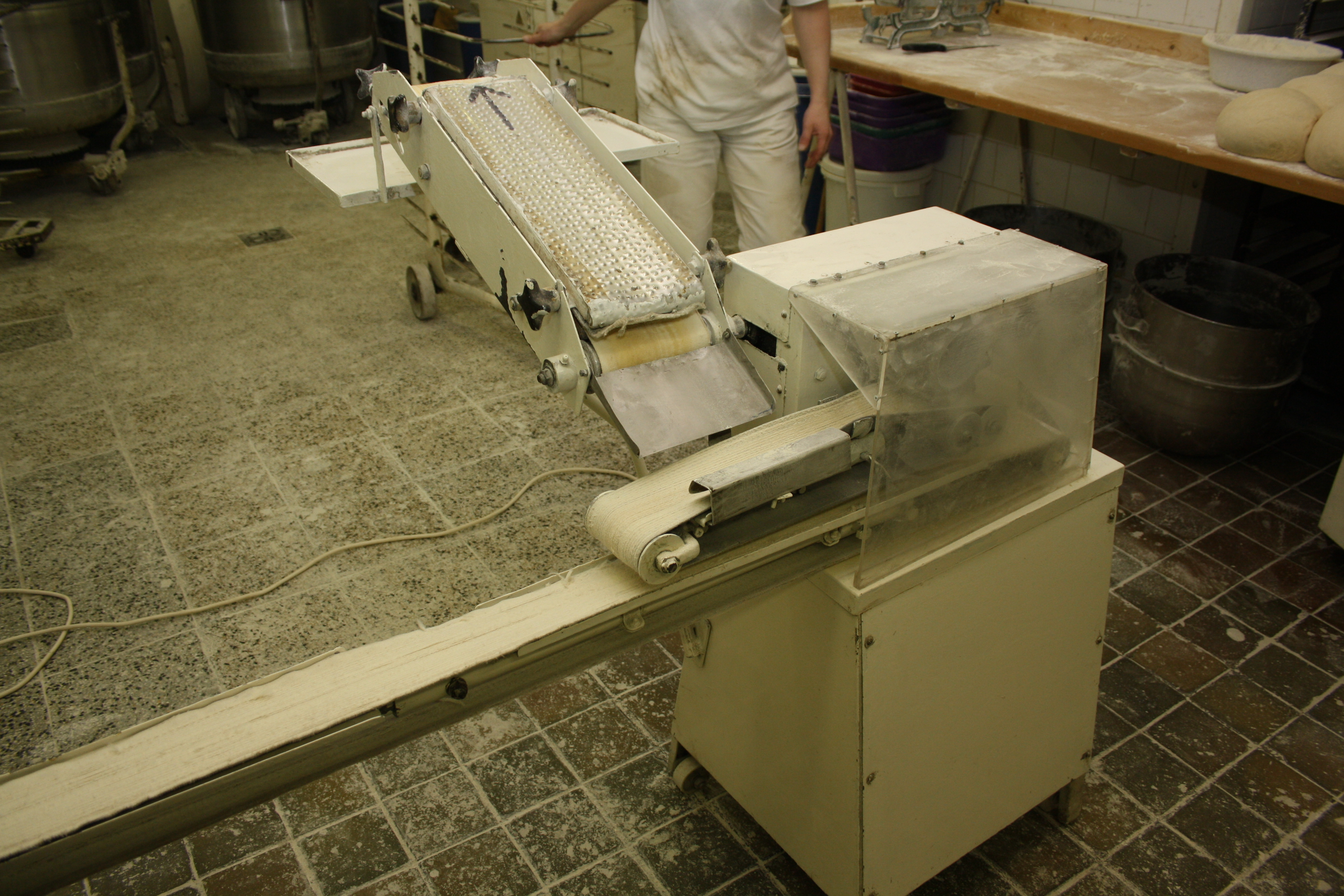
4/9
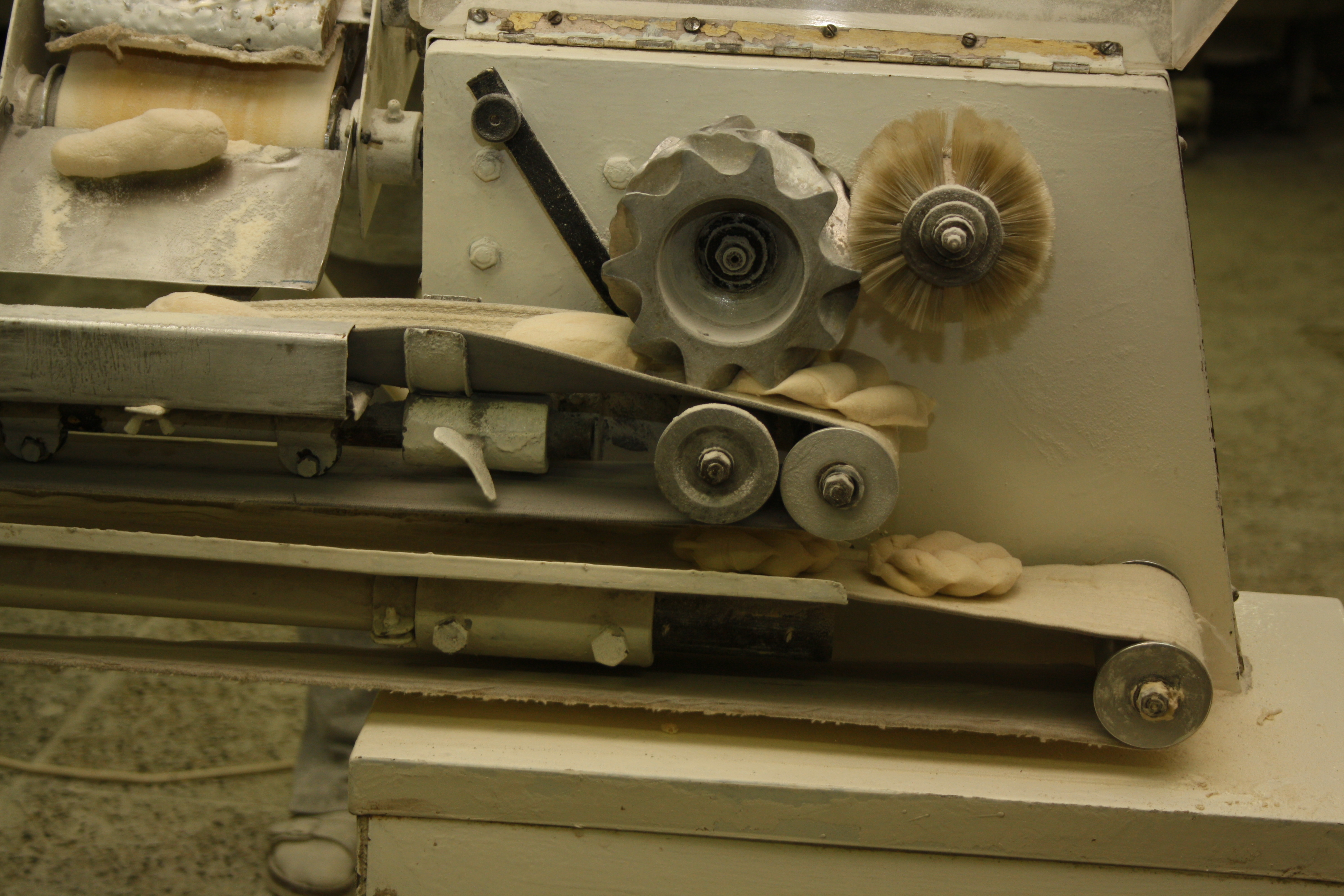
5/9
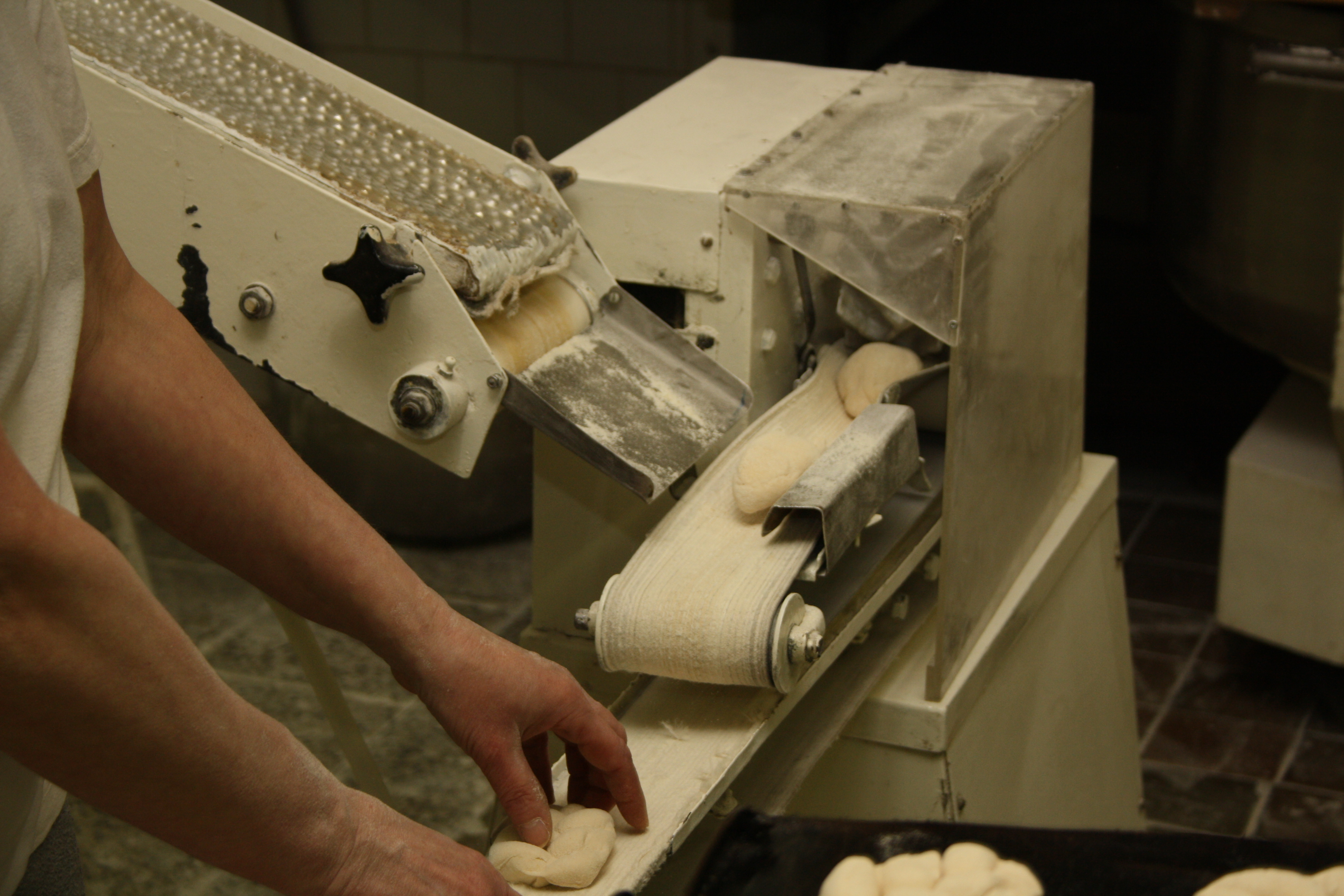
6/9
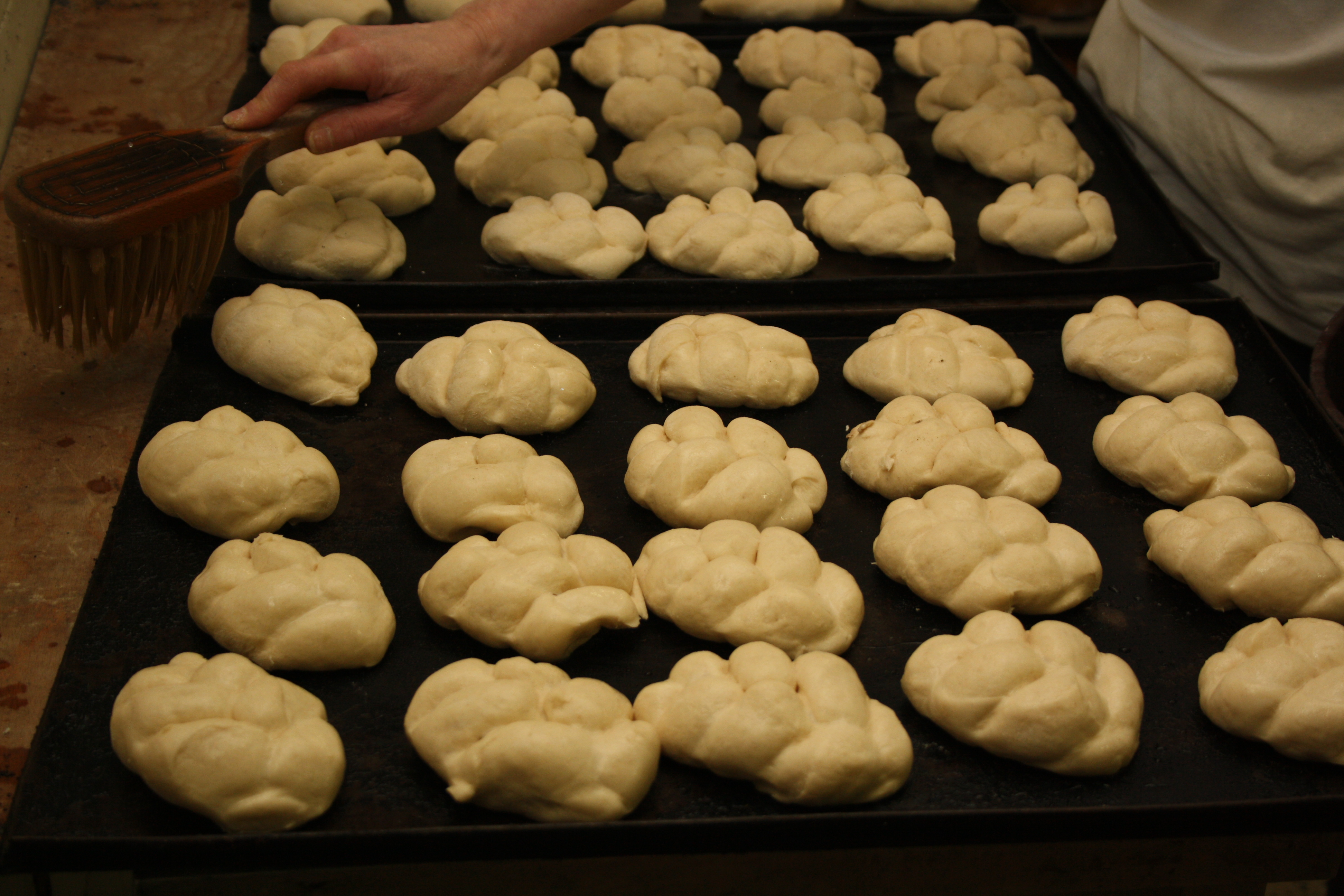
7/9
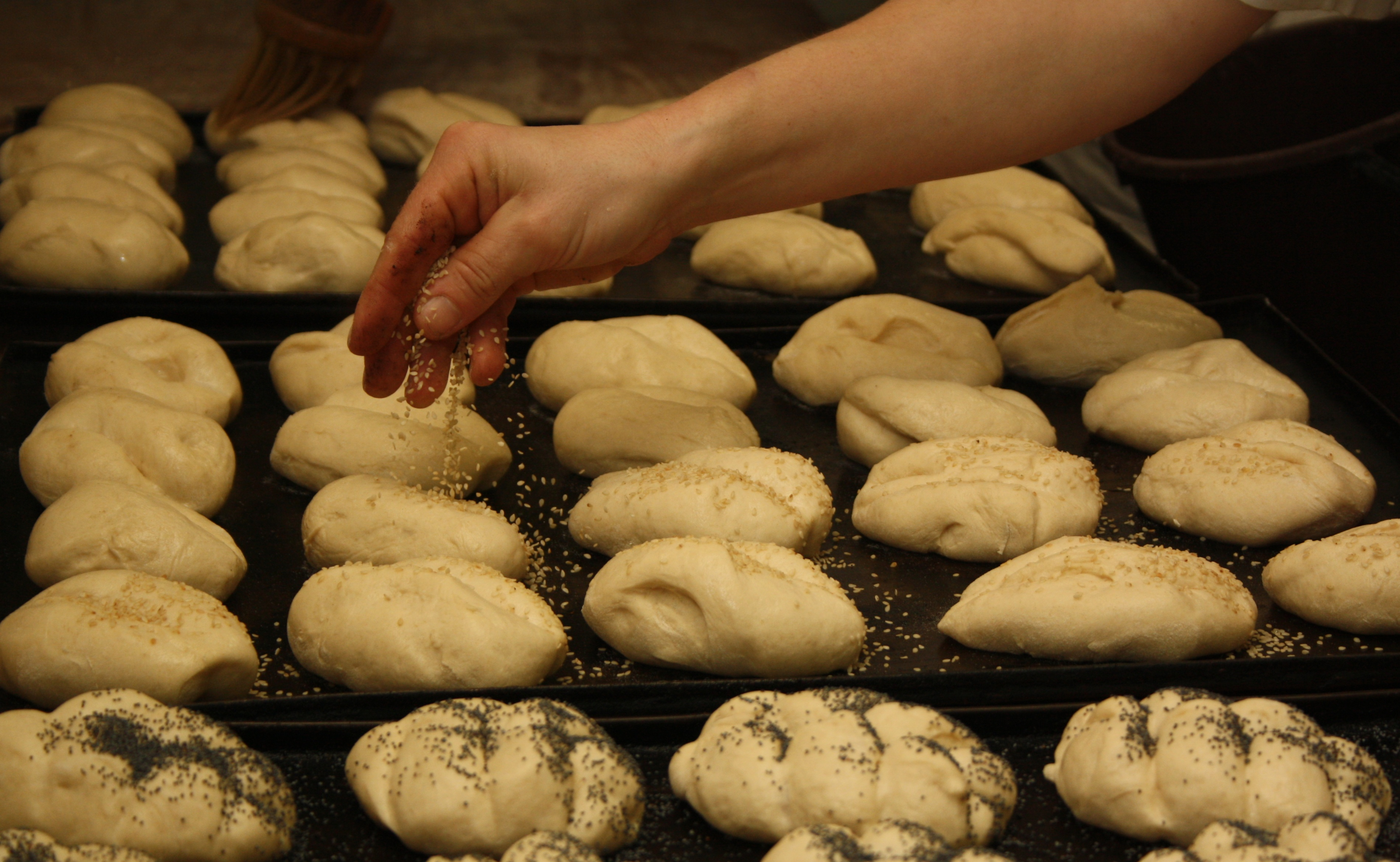
8/9
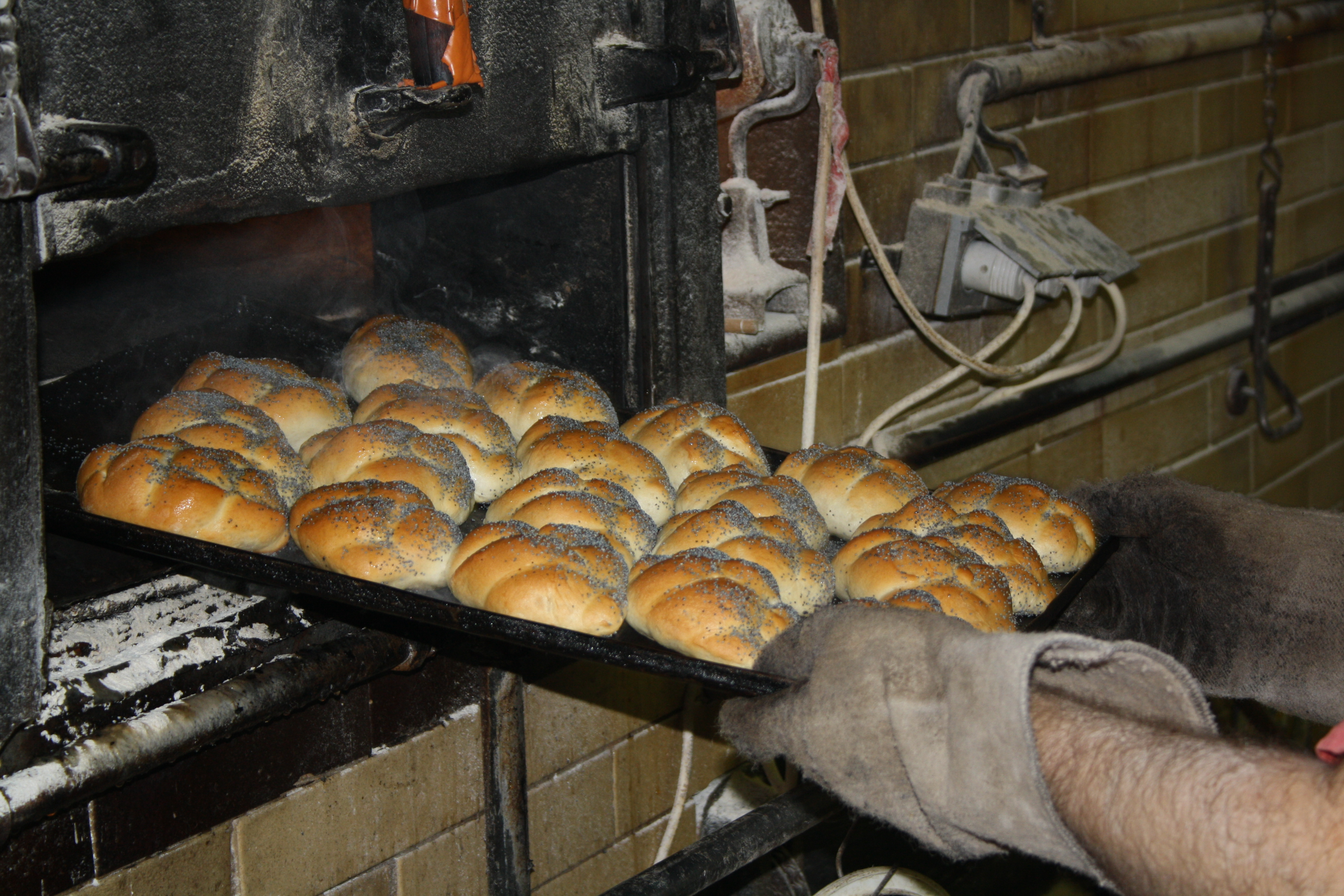
9/9

## 같이 보기
- 번
- 베이글
- 최레크
- 크루아상
- 크림빵
- 판 둘세